# Propriété virtuelle
Ne doit pas être confondu avec virtuel.
En mathématiques, plus précisément en algèbre générale et dans l'étude des groupes, l'adverbe virtuellement est utilisé pour indiquer qu'une propriété est valide à indice fini près pour un groupe. Formellement, étant donné une propriété P, un groupe G est dit virtuellement P s'il existe un sous-groupe H de G tel que H a la propriété P et H est d'indice fini dans G. Par exemple, tout groupe fini est virtuellement trivial. 
En topologie, une propriété virtuelle est une propriété valide à revêtement fini près. Un exemple célèbre d'une propriété virtuelle des variétés est la démonstration de la conjecture de Haken virtuelle (en) en 2012 par Ian Agol qui lui a valu en 2016 l'attribution du Breakthrough Prize in Mathematics. 

## Terminologie
Des exemples de propriétés souvent étudiées virtuellement sont le fait d'être abélien, nilpotent, résoluble ou libre. Par exemple : un théorème de Bieberbach affirme qu'un groupe cristallographique est virtuellement abélien, l'alternative de Tits (en) donne une caractérisation des groupes linéaires virtuellement résolubles, et le théorème de Gromov sur les groupes à croissance polynomiale affirme que les groupes de type fini avec un taux de croissance (en) polynomial sont exactement les groupes virtuellement nilpotents de type fini. 
La même terminologie peut aussi être employée lorsque G est un groupe donné et P est la propriété « être isomorphe à G » : on dit d'un groupe virtuellement isomorphe à H qu'il est virtuellement H. 
Par la correspondance entre revêtements et sous-groupes du groupe fondamental, cet usage peut aussi être transporté aux variétés ; ainsi, on dit qu'une variété est virtuellement P si elle possède un revêtement fini avec la propriété P.

## Exemples

### Virtuellement abélien
Tout groupe diédral généralisé est virtuellement abélien, puisque c'est un produit semi-direct N⋊H d'un groupe abélien N par un groupe fini H.

### Virtuellement nilpotent
Tout groupe virtuellement abélien est virtuellement nilpotent, puisque tout groupe abélien est nilpotent.

### Virtuellement libre
- Tout groupe virtuellement « cyclique » (à prendre dans toute cette page au sens : monogène) est virtuellement {\displaystyle 1} ou {\displaystyle \mathbb {Z} } donc virtuellement libre.
- Tout produit libre de deux groupes finis est virtuellement libre[1]. (Par exemple, le groupe modulaire {\displaystyle \operatorname {PSL} (2,\mathbb {Z} )\simeq \mathbb {Z} _{2}*\mathbb {Z} _{3}} ou le groupe diédral infini {\displaystyle D_{\infty }\simeq \mathbb {Z} _{2}*\mathbb {Z} _{2}\simeq \mathbb {Z} \rtimes \mathbb {Z} _{2}}.)
- Il résulte du théorème de Stallings sur les bouts d'un groupe que tout groupe sans torsion virtuellement libre est libre.

### Virtuellement cyclique
- Tout groupe virtuellement cyclique, c'est-à-dire admettant un sous-groupe cyclique H d'indice fini, admet un sous-groupe normal cyclique d'indice fini : le cœur de H.
- Un groupe est donc virtuellement cyclique si et seulement s'il est fini ou admet un sous-groupe normal d'indice fini isomorphe à {\displaystyle \mathbb {Z} }.
- Par ailleurs, G est virtuellement cyclique si et seulement s'il a un sous-groupe normal fini N tel que le quotient G/N soit isomorphe à {\displaystyle 1,\mathbb {Z} } ou {\displaystyle D_{\infty }}[2],[3],[4].

### Virtuellement polycyclique
Tout sous-groupe d'un groupe polycyclique (en) est polycyclique, puisque tout sous-groupe d'un groupe cyclique est cyclique.
Par conséquent (en utilisant le cœur comme ci-dessus), tout groupe virtuellement polycyclique admet un sous-groupe normal polycyclique d'indice fini.

### Autre exemples
- Le groupe libre {\displaystyle F_{2}} à 2 générateurs est virtuellement {\displaystyle F_{n}} pour tout {\displaystyle n\geq 2} ; c'est une conséquence du théorème de Nielsen-Schreier et de la formule de Schreier.
- Théorème d'Agol : toute 3-variété hyperbolique (en) compacte, orientable, irréductible est virtuellement une variété de Haken (en). Elle possède également les propriétés virtuelles plus fortes suivantes : son premier nombre de Betti est virtuellement non nul, et elle est virtuellement un tore d'homéomorphisme d'une surface.